# Parque Florestal Nacional de Arxan
O Parque Florestal Nacional de Arxan é um parque nacional em Arxan, na Mongólia Interior, China. O parque foi criado em 2000 e classificado em 2017 como destino turístico AAAAA. O parque fica no sopé sudoeste da cordilheira vulcânica do Grande Khingan. O parque é conhecido pela paisagem de formações de lava solidificada, lagos de crateras e florestas densas.
Durante uma digressão em 2014, o líder supremo da China , Xi Jinping, observou que Arxan é "bela em todas as quatro estações" e "alcançará a fama com o desenvolvimento do turismo".
Um Festival do Rododendro é realizado em maio, durante a época das flores, para celebrar o desabrochar do Rododendro.